# Lipotimia
Lipotimia é a perda de força muscular, porém sem necessariamente perda de consciência, que lembram efeito extra-piramidal, com integral conservação das funções respiratória e cardíaca. A lipotimia se constitui no primeiro grau de síncope: é acompanhada de palidez, suores frios, vertigens, zumbidos nos ouvidos, sendo que a pessoa tem a impressão angustiante de que vai desmaiar. O fênomeno pode ser causado por emoção violenta, por súbita modificação da posição deitada para a posição vertical, ou por toda circunstância análoga, susceptível de alterar a circulação. A lipotimia usualmente não é grave e deve ser procurada assistência posterior para averiguação de eventual existência de doença normal desencadeante. Pode também ser chamado de pré-síncope. Também é chamada de Sindrome Vaso-Vagal